# Renault Gamme B 4x4
Le Renault Gamme B 4x4 est un véhicule utilitaires quatre roues motrices extrapolé de la Gamme B produite par Renault Véhicules Industriels à la fin des années 1980. 
Bien qu'aillant une apparence et un gabarit de fourgon il plus proche dans sa conception d'un véhicule poids lourds avec par exemple un châssis et une cabine indépendante.  
Ils existent en trois versions 4x4 différentes, en fonction de l'année et de la société qui a réalisé la construction / la transformation du véhicule.

## Histoire
À la fin des années 80, Renault Véhicules Industriels étudie une version 4x4 du B70 pour remplacer le TP3, modèle tout-terrain dérivé des SG2. C'est tout d'abord en s'alliant à l'équipementier Hurth, devenu Dana Spicer depuis 1997, que R.V.I testera ses premiers prototypes de tout-terrain.
Les premières références aux prototypes remontent au Rallye Raid Afrique de Renault en 1986.
Un Renault B90 4x4 "Nashua" participera de 1986 à 1991 au célèbre Paris-Dakar
L’expérience sera réitérée lors du Rallye Raid Afrique de la régie Renault de 1988. Année qui semble marquer le début de la commercialisation civile et militaire de ces véhicules. 
Ces 4x4 seront notamment utilisés comme camion tactique par l'armée française d'outre-mer. Mais également en France métropolitaine par différents corps des Pompiers ou bien encore des services d'EDF.

## Variantes
S’appuyant sur les éléments de carrosserie des Renault Master de première génération ces véhicules existeront en version camionnette tôle de deux longueurs différentes, néanmoins seules de rares transformations réalisées par Ponticelli sortiront en version rallongée.
Ces camionnettes en format fourgon sont le plus souvent équipées avec une rehausse de toit en fibre de verre. 
D'autres versions existent en plusieurs empattement, principalement en châssis-cabine, équipé de bennes / ridelles Où encore sous forme de panier de dépannage.

## Motorisation
Les Renault Gamme B sont tous équipés des moteurs SOFIM 8140 montés en injection directe. 
Sur ce montage les culasses sont dépourvues de bougies de préchauffage et seul un réchauffeur de gazole est parfois présent sur le filtre à carburant pour les démarrages hivernaux. 
Contrairement aux versions SU8 des Renault Master, eux-mêmes basés sur des blocs 8140, mais coiffés d'une culasse différente à injection indirecte (avec bougies de préchauffage).
C'est la puissance de la motorisation en cheval-vapeur qui donne son nom aux B70, B80, B90, B110 puis enfin B120. Même si ces moteurs restent pratiquement identiques, des variantes mineures existent. 
C'est par le biais des périphériques et des réglages que se joue la différence. D'abords avec l’ajout d'un turbo puis d'un intercooler accompagné d'injecteurs et de pompes à injection à plus gros débit qui permettent de gagner en puissance au fil des années jusqu’à atteindre les 120ch tout en conservant la cylindrée soit de 2.5L ou 2.8L en fonction du bloc moteur utilisé.
- SOFIM 8140.x7 : 2.5L
- SOFIM 8140.x3 : 2.8L

Sur les B120, ainsi que les versions les plus récentes du B110, Un système de bougie Flamstart a été rajouté sur l'admission d'air afin de faciliter les démarrages par temps froid.
Deux variantes de distributions existent, soit par courroie classique ou par chaîne avec tendeurs hydrauliques. Ces deux variantes se différencient extérieurement l'une de l'autre par un carter d'huile de forme différente.

## Transmission
Équipé d'une boîte de vitesses ZF ( ZF S 5.18 pour le B70 et B80 puis ZF S 5.24 pour tous les autres) à 5 rapports.
Les commandes des rapports sont inversées en miroir (la marche arrière se trouve à la place de la première vitesse sur une auto conventionnelle).  Ces boîtes ont l'avantage de comporter la possibilité d'ajouter une prise de force (Ex: Pederzani 743.AM ou N 243B, par exemple), qu'il est possible d'exploiter pleinement grâce à une commande de verrouillage du régime moteur à droite du volant.
Dans le cas de ces versions tout terrain on peut envisager des montages tels que des compresseurs d'air ou des groupes hydrauliques pour des treuils.

## Versions tout-terrain: Hurth
- Produits de 1986 à 1996.
- Roues de 900x16 avec moyeux avant fixes à 6 trous.
- Ponts avant Hurth type 202 avec joints homocinétiques et blocage de différentiel pneumatique à commande manuelle.
- Ponts arrière Hurth type 103 avec un blocage de différentiel pneumatique à commande manuelle.
- Boîte de transfert Steyr Puch VG100 (100 Nm de couple). On retrouve ce type de boîte sur le Mercedes-Benz Classe G et le Peugeot P4.

## Versions tout-terrain: Renault
- Produits de 1996 à 1999.
- Roues de 900x16 avec moyeux avant fixes à 6 trous.
- Pont avant Renault avec double cardan, différentiel type 569/10 avec un couple conique spécifique.
- Pont arrière Renault type 669/04 spécifique avec un blocage de différentiel pneumatique à commande manuelle.
- Boîte de transfert Steyr Puch  VG100 (100 Nm de couple). On retrouve ce type de boîte sur les Mercedes-Benz Classe G et Peugeot P4.

## Versions tout-chemin: Ponticelli
- Produits de 1987 à 1992.
- Roues, soit en 7.50/R16 ou 205/75/R16 ou 175/75/R16 avec moyeux avant débrayables à 5 trous.
- Pont avant Ponticelli avec joints homocinétiques et différentiel Renault type 569/39 classique.
- Pont arrière Renault, type 569 ou type 669 classique avec blocage de différentiel mécanique à commande par câble en option pour ce dernier.
- Boîte de transfert Ponticelli PFD180 à chaîne avec ou sans réducteur.

Cette version se distingue visuellement des deux autres par la position du noyau de différentiel avant qui est centré sur le pont, contrairement aux versions Hurth/Renault qui, elles, ont un noyau de différentiel dont la position est désaxée à droite.
Au moins deux modèles du même ponts avant existent, dans plusieurs variantes. Les premières versions ont vraisemblablement été assemblées sur une base de pont arrière avec des sorties de ponts coupées, puis des portails-pivots rapportés frettés et puis soudés. Les versions suivantes sont en fonte coulée d'un seul tenant. Les variations sont mineures et les cotes restent les mêmes à l'exception de quelques détails.

## Spécificité des ponts
On peut ranger les Renault B 4x4 dans deux catégories : les versions avec différentiels sources Renault et ceux de sources Dana/Hurth.
Fort de son expérience en véhicules lourds 4 roues motrices, notamment dans le monde agricole. C'est avec des pièces issues de sa banque d'organes, une fois adaptées, que ces éléments de transmission se retrouveront montés sous les premières générations de Renault Gamme B 4x4.
Ponticelli est arrivé peu de temps après Hurth sur un segment légèrement différent, avec une proposition plutôt axée tout chemin, que tout terrain, en s'appuyant au maximum sur des pièces issues de la banque d'organes Renault V.I 
Les versions Renault qui arrivent à partir de 1996, font la synthèse des versions Hurth et Ponticelli, qu'ils finissent par remplacer, en s'appuyant également sur des organes de sources Renault V.I 

### Ponts avants
Contrairement aux versions Hurth et Renault, les versions Ponticelli possèdent un pont avant entraîné en sens inverse par son arbre de transmission. Cela s'explique par le fait que Ponticelli a choisi, pour des raisons de simplicité et de coût, d'utiliser tels quels les corps de pont et le différentiel arrière des types 569/39 Renault pour les retourner de 180° puis adapter leurs sorties avec des pivots et des joints homocinétiques afin d'en faire des ponts avant.
Ce choix technique impose d'avoir sur le pont avant un couple conique qui tourne en marche arrière pour que le véhicule se dirige vers l'avant.
En effet, il est bon de rappeler qu'un couple conique de transmission est constitué généralement d'une couronne dentée et d'un pignon d'attaque hélicoïdal conique. Ces couples indissociables sont spécifiquement prévus pour travailler dans un sens de rotation donné, formé par la spirale des dentures. Bien qu'ils puissent, à la marge, être entraînés à l'envers, comme cela est le cas d'une marche arrière, par exemple, cela reste sous-optimal.
Ainsi, lors de leur conception, Renault et Hurth ont choisi d'emprunter une voie différente en faisant en sorte d'avoir des ponts avant tournant dans le sens idéal de la marche. Renault, qui a lui aussi utilisé des différentiels de type 569, a été obligé d'utiliser des couples coniques spécifiques dont la spirale est inversée par rapport aux modèles présents sur les B de série. Avec un montage également spécifique, puisque sa couronne est montée à droite du côté où la sortie de pont est la plus courte. Ces ponts porte l’appellation 569/10.
Bien que, de prime abord désavantagée par cette simplification, la version Ponticelli se console d'une relative facilité à trouver et adapter des pièces de série pour ses transmissions et ses périphériques, mais elle bénéficie également de moyeux de roues débrayables (ROLS) permettant de rendre inerte le pont avant la majorité du temps, limitant ainsi l'usure de la chaîne cinématique mais également les bruits et la consommation qu'elle induit.
Les versions Hurth et Ponticelli partagent tous les deux l'usage de joints homocinétiques type Rzeppa dans leurs pivots, là ou la version Renault utilise des doubles cardans pour assurer la transmission entre les sorties de pont et les roues.
Enfin, les versions Hurth bénéficient d'un blocage de différentiel sur le pont avant, option absente sur les deux autres versions.

### Ponts arrière
Les versions Ponticelli sont équipées des ponts Renault de série. Deux possibilité existent cependant, l'une avec le type 569 et l'autre avec le modèle type 669. Plus gros et solide, Ce dernier équipe les versions 6,5T des B de série et peut bénéficier en option d'un blocage de différentiel mécanique actionné par câble. Les moyeux de roues possèdent comme à l'avant 5 trous avec un PCD de 190 mm pour les écrous.
Les versions Renault ne sont disponibles qu'avec le type 669.04 et un blocage de différentiel actionné pneumatiquement tout comme sur les Hurth. Les moyeux et les cloches de tambours de freins sont spécifiques, avec 6 trous pour les écrous de roues.
Les versions Hurth sont équipées d'un pont spécifique de source Dana/Hurth type 103. Comme pour la version Renault, il bénéficie d'un blocage de différentiel actionné de façon pneumatique, avec des moyeux à 6 trous pour les écrous de roues.
| Type | Blocage inter-roues | Charge max | Contenance | Grade |
| ---- | ------------------- | ---------- | ---------- | ----- |
| 669  | Oui (en option)     | 6,5T       | 5L         | 75w80 |
| 569  | Non                 | 3,5T       | 3L         | 75w80 |
| 103  | Oui                 | X          | 2,2L       | 75w80 |
| 202  | Oui                 | 4,5T       | 3L         | 75w80 |

### Rapports de ponts disponibles
- Différentiels Ponticelli & Renault Type 669/02 /04 : 7x41 - 8x41
- Différentiels Renault Type 569/10 : 7x41 - 8x41
- Différentiels Ponticelli Type 569/39  : 7x41 - 8x41 - 8x39 - 9x39 - 10x39 - 11x39
- Différentiels Hurth Type 202 : 7x45
- Différentiels Hurth Type 103 : 7x45

La contraintes d'un véhicule 4 roues motrices imposent un ratio identique à l'avant comme à l’arrière. C'est pourquoi sur les versions Ponticelli et Renault seuls deux choix sont disponibles parmi la liste, ils correspondent à ceux disponibles à la fois sur le pont 669 et 569. Hurth n'offre ici qu'un choix.
Certains Ponticelli peuvent offrir une gamme de choix plus large en utilisant des ponts 569 à l'avant comme à l'arrière. En contrepartie ils ne peuvent pas être équipés du blocage de différentiel arrière, puisqu'il n'existe pas sur ce pont. 
Il est à noter que les ponts de type 669 et 569 ont continué d'être montés dans des variantes très légèrement différentes sur les Renault Mascott et que des couples coniques tels que le 13x41 sont arrivés ultérieurement et disponibles à la fois sur les types 669 et 569..

### Niveau d'huile
- Se fait par débordement sur les ponts, boîte de vitesses et de transfert.
- - Type 569/39 /01 /02 /10 : 3L
- - Type 669/02 /04 : 5L
- - Hurth 103 : 3L
- - Hurth 202 : 2.2L
- - VG100 : 2.3L
- - ZF S 5.24 : 2.4L
- - Moteur : 6L
- - Moteur + filtre : 6.8L

### Boitiers de direction
- Boitier GEMMER 65 mécanique.
- Boitier BENDIX 111.301 à assistance hydraulique.

## Utilisation
Principalement utilisés par les administrations (DDE), les Renault B 4x4 sont peu présents au sein de l'armée.
On les retrouve en grand nombre chez les pompiers et les grandes entreprises comme EdF ou la SNCF.
Ils sont encore utilisés de nos jours en outre-mer par la gendarmerie.

## Véhicules similaires
Autres marques : Iveco Daily Turbo 4x4, Bremach et Saviem TP3.